# Соконзел
Соконзел (рум. Soconzel) — село у повіті Сату-Маре в Румунії. Входить до складу комуни Соконд.
Село розташоване на відстані 417 км на північний захід від Бухареста, 31 км на південь від Сату-Маре, 94 км на північний захід від Клуж-Напоки.

## Населення
За даними перепису населення 2002 року у селі проживали 383 особи, усі — румуни. Усі жителі села рідною мовою назвали румунську.